# همراه باد در دل تنهایی کویر
همراه باد در دل تنهایی کویر یک مجموعهٔ مستند تلویزیونی است که به همت منوچهر طیاب در سال ۱۳۷۷ منتشر شد. این مستند به تاریخ، طبیعت و رسوم و فرهنگ مردم ایران به خصوص در مناطق کویری این سرزمین کهن می‌پردازد و پژوهش، ساخت و تکمیل آن در حدود ۹ سال زمان برده‌است.
این مجموعه در سال ۱۳۹۵ و در یکصدویکمین جلسهٔ کمیته ملیِ برنامهٔ حافظهٔ جهانی یونسکو ثبت شد و نامش در میان فهرست ملی حافظه جهانی در ایران جای گرفت.
این مستند تلویزیونی برندهٔ لوح سیمین «بهترین فیلمنامه و کارگردانی» و «جایزه ویژه اکتشاف» جشنوارهٔ بین‌المللی سینمای مستند تِـرنتو ایتالیا در سال ۲۰۰۱ میلادی و همچنین فیلم برگزیدهٔ جشنواره لوکارنو شد.